# Преображенное
Преображенное (укр. Преображенне) — село, относится к Сватовскому району Луганской области Украины.

## История
В 1989 году здесь была построена новая благоустроенная школа на 108 учащихся.
Население по переписи 2001 года составляло 906 человек. Почтовый индекс — 92630. Телефонный код — 6471. Занимает площадь 70,77 км².
В селе родилась Герой Социалистического Труда Анна Белик.

## Преображенский подземный монастырь
Преображенский подземный монастырь — один из уникальных археологично-архитектурных и историко-культурных памятников Сватовщины. Он находится вблизи села Преображенное Сватовского района Луганской области. Несмотря на многочисленные исследования краеведов, археологов и историков – этот объект не открыл до сих пор всех своих тайн. По данным научных исследований, в пещере два входа, но один из них завален. Подземные сооружения представляют собой сеть галерей и комнат. Длина всех подземных ходов составляет около 274 метра, высота коридоров — от роста человека до 4,5 метра, ширина — от 0,7 до 2 метров. В пещере есть три широких помещения, которые использовались для моления. Считается, что скитский монастырь был построен в XVII–XVIII веках, но, по некоторым сведениям, меловая пещера была сооружена в 1894 году. В 1973 году учитель школы села Преображенное Л. Е. Верцун вместе с группой учеников 7–8 классов местной школы нашли и откопали вход в Преображенскую пещеру. 

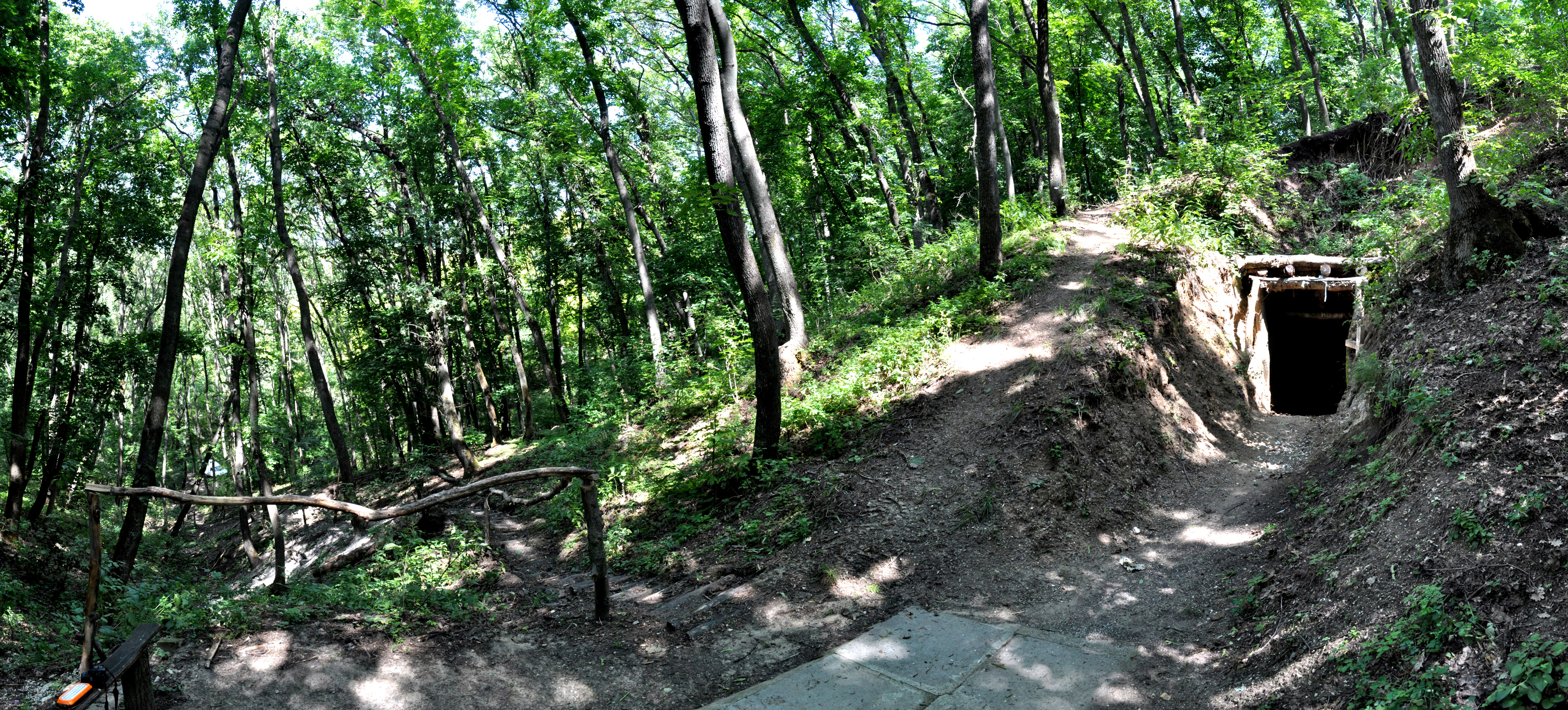

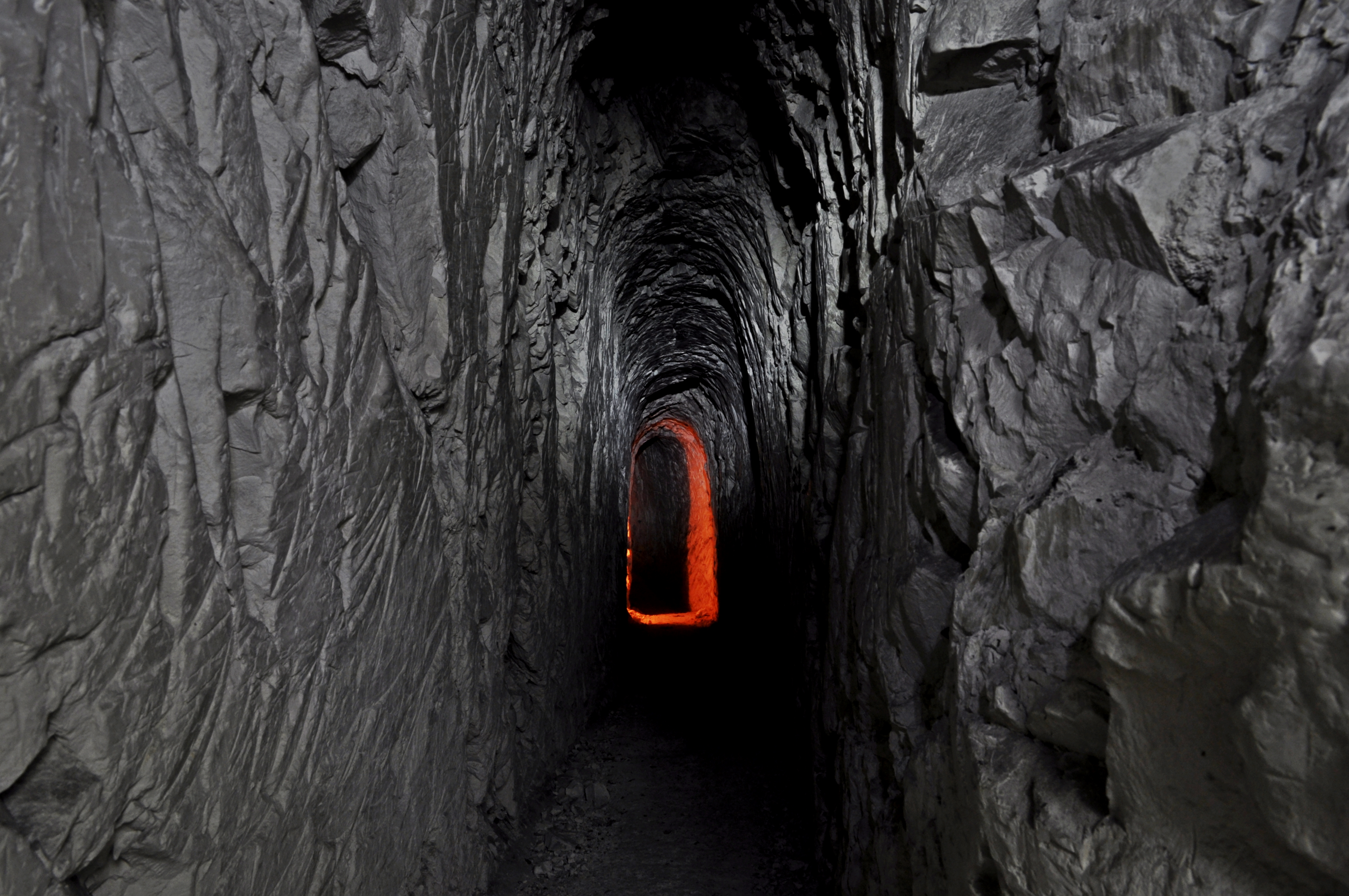

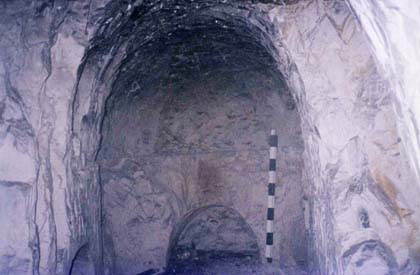

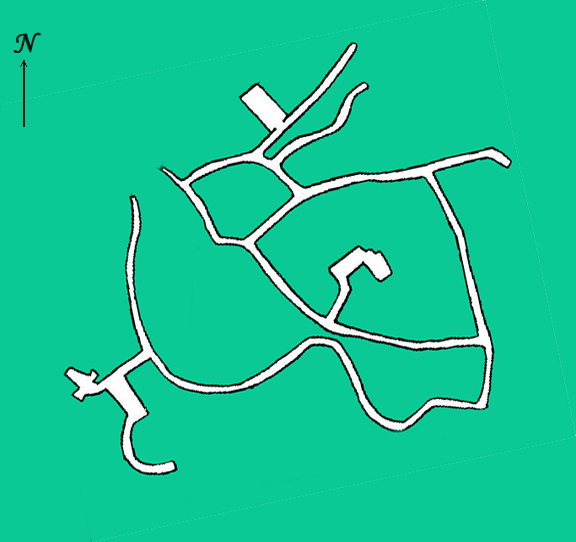
Схема Преображенских катакомб

## Местный совет
92630, Луганська обл., Сватівський р-н, с. Преображенне, вул. Шевченка, 5  (укр.)